# Terranova da Sibari
Terranova da Sibari is een gemeente in de Italiaanse provincie Cosenza (regio Calabrië) en telt 5257 inwoners (31-12-2004). De oppervlakte bedraagt 43,1 km², de bevolkingsdichtheid is 121 inwoners per km².
Een van de plaatsen in de gemeente is Sibari, waar ook een station van de Ferrovie dello Stato is. 

## Demografie
Terranova da Sibari telt ongeveer 1879 huishoudens. Het aantal inwoners daalde in de periode 1991-2001 met 1,7% volgens cijfers uit de tienjaarlijkse volkstellingen van ISTAT.
| Jaar | Inwoneraantal |
| ---- | ------------- |
| 1991 | 5304          |
| 2001 | 5216          |

## Geografie
De gemeente ligt op ongeveer 313 m boven zeeniveau.
Terranova da Sibari grenst aan de volgende gemeenten: Corigliano Calabro, San Demetrio Corone, Spezzano Albanese, Tarsia.